# Haus Mecklenburg

Stammwappen derer zu Mecklenburg, der „Mecklenburger Stierkopf“

Das Haus Mecklenburg (auch Obodriten), in der wissenschaftlichen Forschung vornehmlich als Niklotiden bezeichnet, ist die aus dem Stammesverband der Abodriten hervorgegangene Dynastie, die insgesamt 751 Jahre – von 1167 bis 1918 – beinahe ununterbrochen über Mecklenburg herrschte.
Es gehörte mit dem Greifen-Geschlecht (der Dynastie der Herzöge von Pommern), dem Fürstenhaus Rügen, den Schlesischen Piasten sowie den böhmischen Přemysliden zu den wenigen Fürstenhäusern im Heiligen Römischen Reich deutscher Nation, die im Mannesstamm von westslawischen Fürsten abstammten.

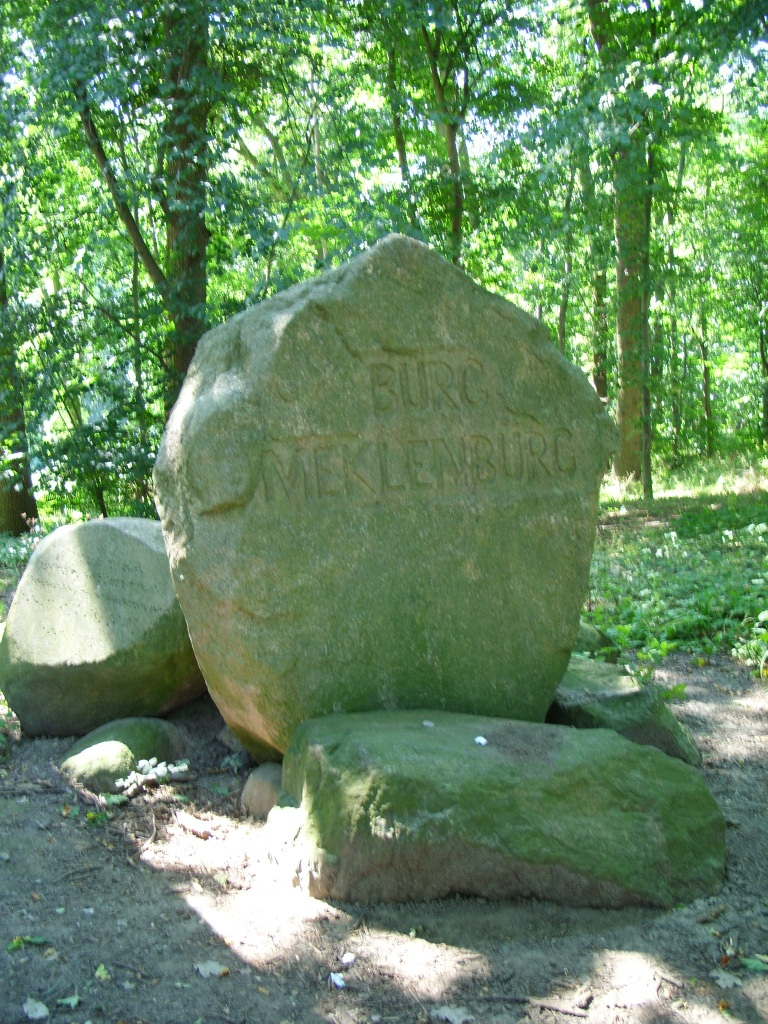
Denkmal auf dem Burgwall der Mecklenburg

## Geschichtliche Entwicklung
Stammvater des Geschlechts ist Niklot (um 1100–1160), Fürst der Abodriten, Kessiner und Zirzipanen, der 1160 im Kampf gegen Herzog Heinrich den Löwen fiel. Abstammung und Herkunft Niklots sind unbekannt. Sein Sohn Pribislaw musste sich nach der verlorenen Schlacht bei Verchen im Jahr 1164 Heinrich unterwerfen, wurde Christ und erhielt 1167 große Teile seines väterlichen Erbes von Heinrich als sächsisches Lehen zurück. Die Mecklenburg bei Wismar (auch Mikelburg, Mikelenburg oder Wiligrad genannt) wurde 1256 als Fürstensitz von Wismar abgelöst. Inzwischen waren jedoch weitere Fürstensitze im obodritischen Herrschaftsgebiet entstanden. Pribislaws Nachfahren wurden 1348 zu Herzögen ernannt, seither führen alle Mitglieder des Hauses den Titel Herzog zu Mecklenburg. Mit Albrecht III. stellten die Obodriten von 1364 bis 1389 auch einen König von Schweden. Seit 1806 souverän, wurden sie 1815 in zwei Linien (Schwerin und Strelitz) zu Großherzögen erhoben und als solche 1871 zu regierenden Bundesfürsten des Deutschen Reichs, bis zur Novemberrevolution von 1918.
Mit Juliana, Tochter des nachgeborenen Herzogs Heinrich zu Mecklenburg aus der Schweriner Linie, stellte das Haus Mecklenburg auch von 1948 bis 1980 die regierende Königin der Niederlande.

## Teilherrschaften
Die mecklenburgische Landesgeschichte ist gekennzeichnet durch wiederholte dynastische Landesteilungen, wobei die einzelnen Teillande bis 1918 stets nur beschränkt autonome Glieder des mecklenburgischen Gesamtstaates blieben:
1229 Erste Hauptlandesteilung in vier Teilherrschaften:
- Mecklenburg
- Parchim (bis 1316)
- Werle (bis 1436)
  - ab 1282 Werle-Güstrow und Werle-Parchim
  - ab 1292–1316 Werle
  - ab 1316 Werle-Güstrow (bis 1436) und Werle-Goldberg (bis 1374)
    - ab 1337 Werle-Waren (bis 1425) als Abspaltung von Werle-Goldberg
- Rostock (bis 1314)

1352 Landesteilung in zwei Teilherrschaften:
- Mecklenburg-Schwerin (I)
- Mecklenburg-Stargard (bis 1471)

1621 Zweite Hauptlandesteilung in zwei Teilherrschaften (1628–1631 unter Wallenstein zeitweilig vereinigt):
- Mecklenburg-Schwerin (II)
- Mecklenburg-Güstrow (bis 1695)

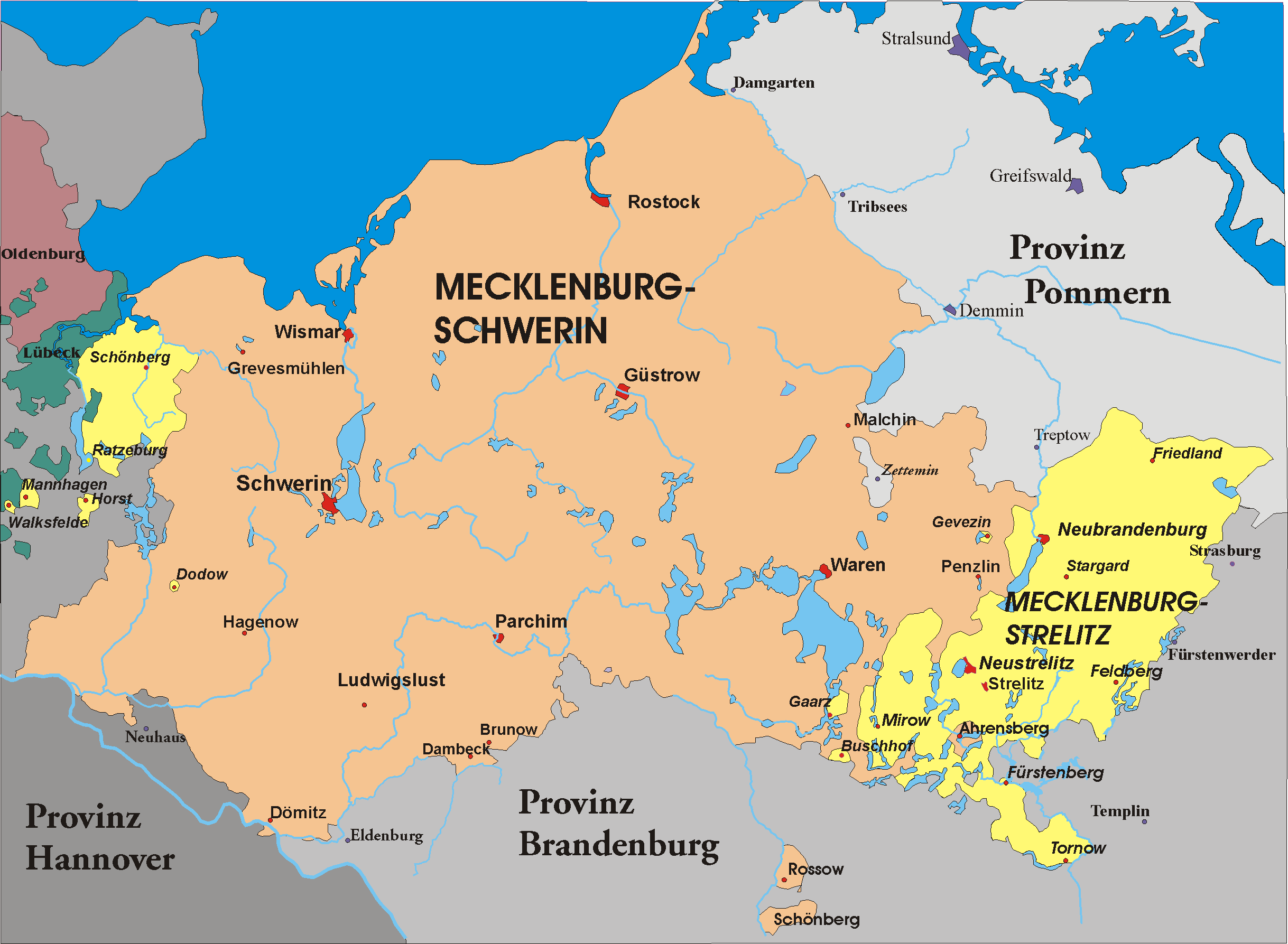
Mecklenburg-Schwerin und Mecklenburg-Strelitz 1815–1934

1701 Dritte Hauptlandesteilung in zwei Teilherrschaften:
- Mecklenburg-Schwerin (III)
- Mecklenburg-Strelitz

1815 empfingen beide mecklenburgischen Regenten auf dem Wiener Kongress gemeinsam eine Titelaufbesserung als Großherzöge von Mecklenburg. Beide Landesteile wurden fortan als Großherzogtümer bezeichnet. Lediglich der Landesteil Mecklenburg-Schwerin vollzog im Zuge der 1848er Reformen den Schritt zu einem modernen Verfassungsstaat mit konstitutioneller Monarchie, der jedoch 1850 beendet und auf den alten Rechtszustand zurückgeführt wurde.
Nachdem Adolf Friedrich VI., der letzte Großherzog von Mecklenburg [-Strelitz], 1918, kurz vor dem Ende der Monarchie, unter rätselhaften Umständen starb, übernahm der Schweriner Großherzog Friedrich Franz IV. auch in Strelitz die Regierung und dankte schließlich am 14. November 1918 für beide Mecklenburg ab. Die vormaligen Landesteile erlangten 1918/19 als Freistaaten erstmals je für sich politische Selbständigkeit und blieben Länder des Deutschen Reiches. Als Beschlussort der ersten demokratischen Landesverfassung der Weimarer Republik wurde das Schloss Neustrelitz auch politikgeschichtlich bedeutend.

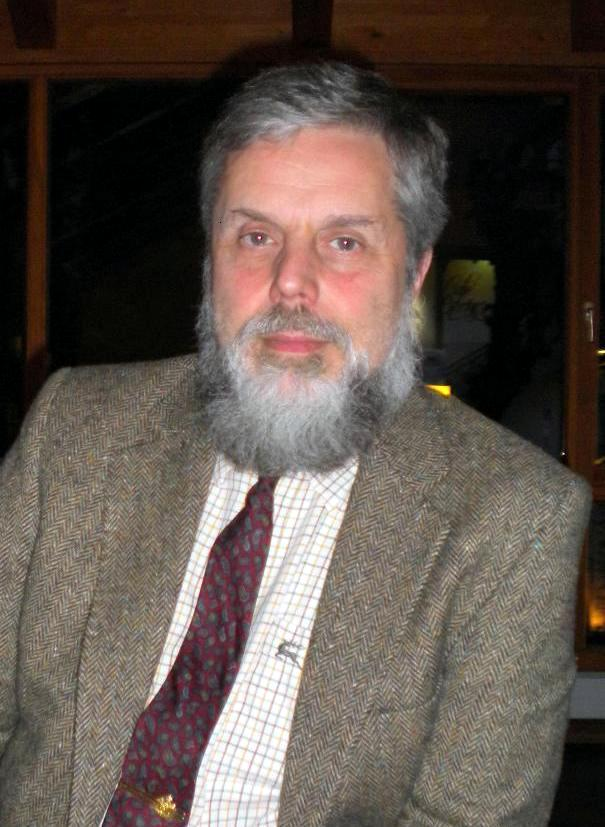
Borwin Herzog zu Mecklenburg(-Strelitz) (geb. 1956)

Die Linie Mecklenburg-Schwerin ist 2001 im Mannesstamm erloschen, als Friedrich Franz Herzog zu Mecklenburg, der letzte Erbgroßherzog von Mecklenburg-Schwerin, kinderlos verstarb. Die Linie Mecklenburg-Strelitz besteht bis heute im Mannesstamm; letzte männliche Obodriten sind der Chef des Hauses Mecklenburg-Strelitz, Borwin (* 1956) und seine beiden Söhne Georg Alexander (* 1991) und Carl Michael (* 1994).

## Abbildungen von Residenzen des Hauses Mecklenburg-Schwerin

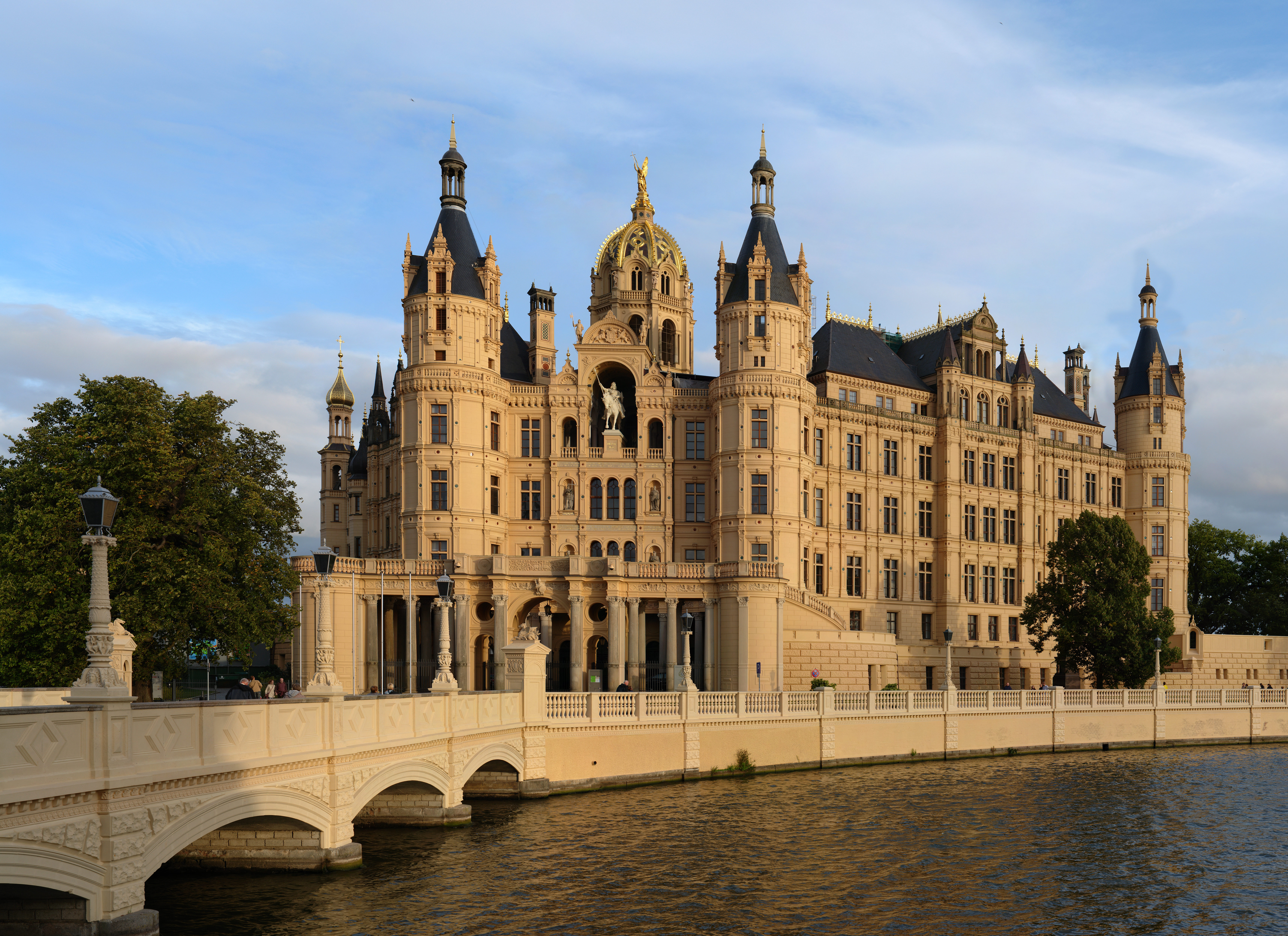
Schweriner Schloss, Residenz des Großherzogtums Mecklenburg-Schwerin
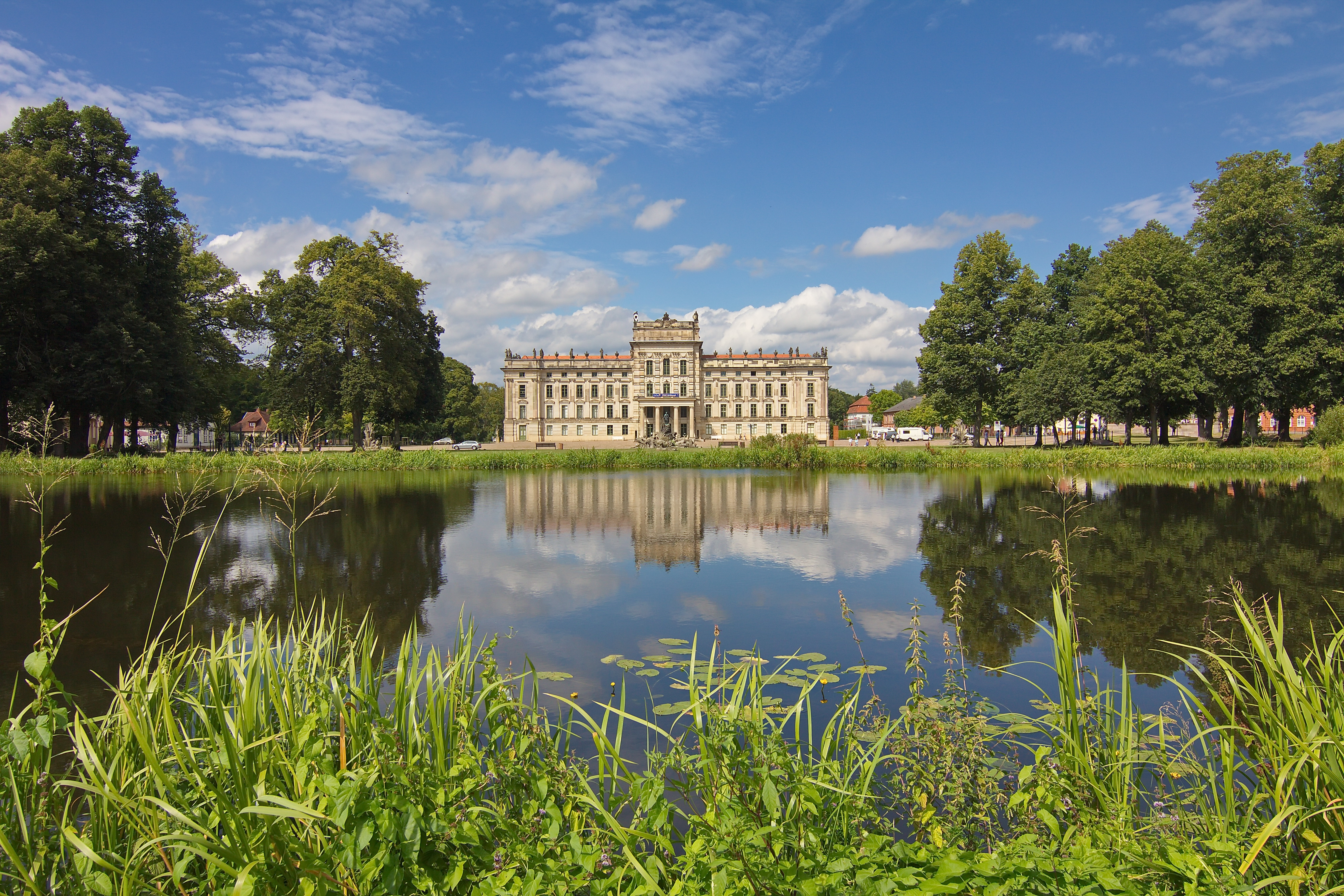
Schloss Ludwigslust, Mecklenburg-Schwerins Sommerresidenz
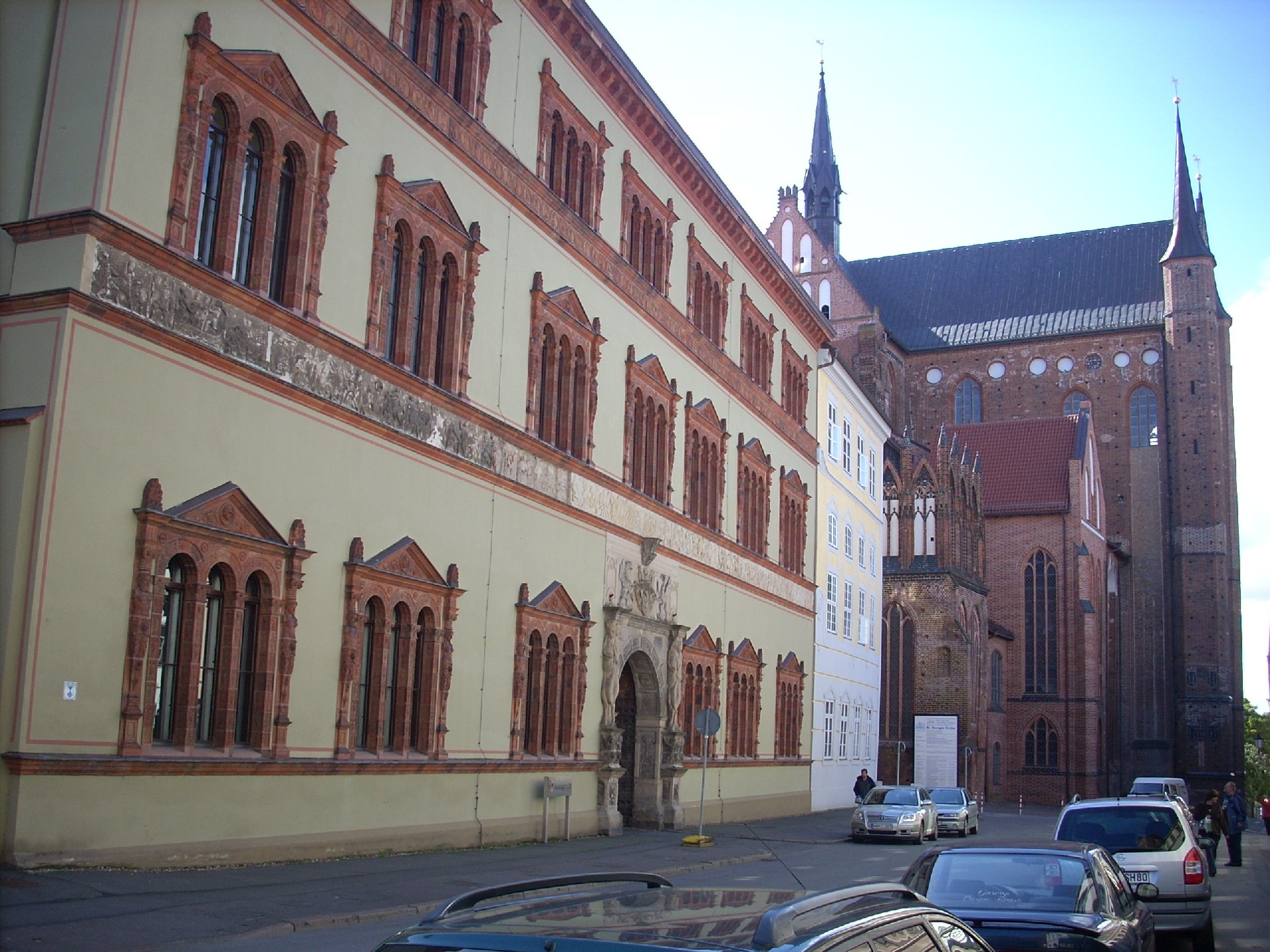
Fürstenhof Wismar
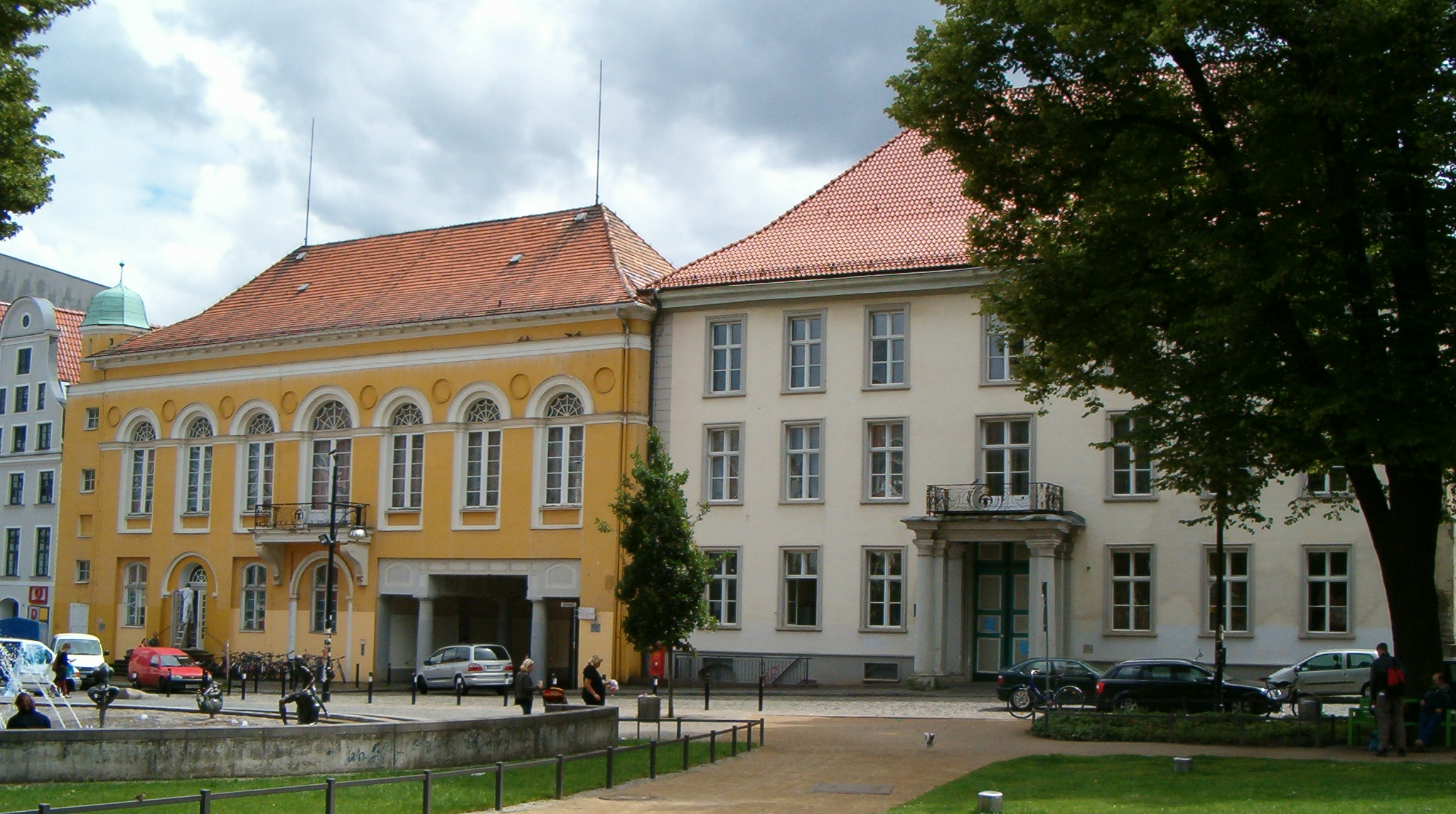
Herzogliches Palais in Rostock
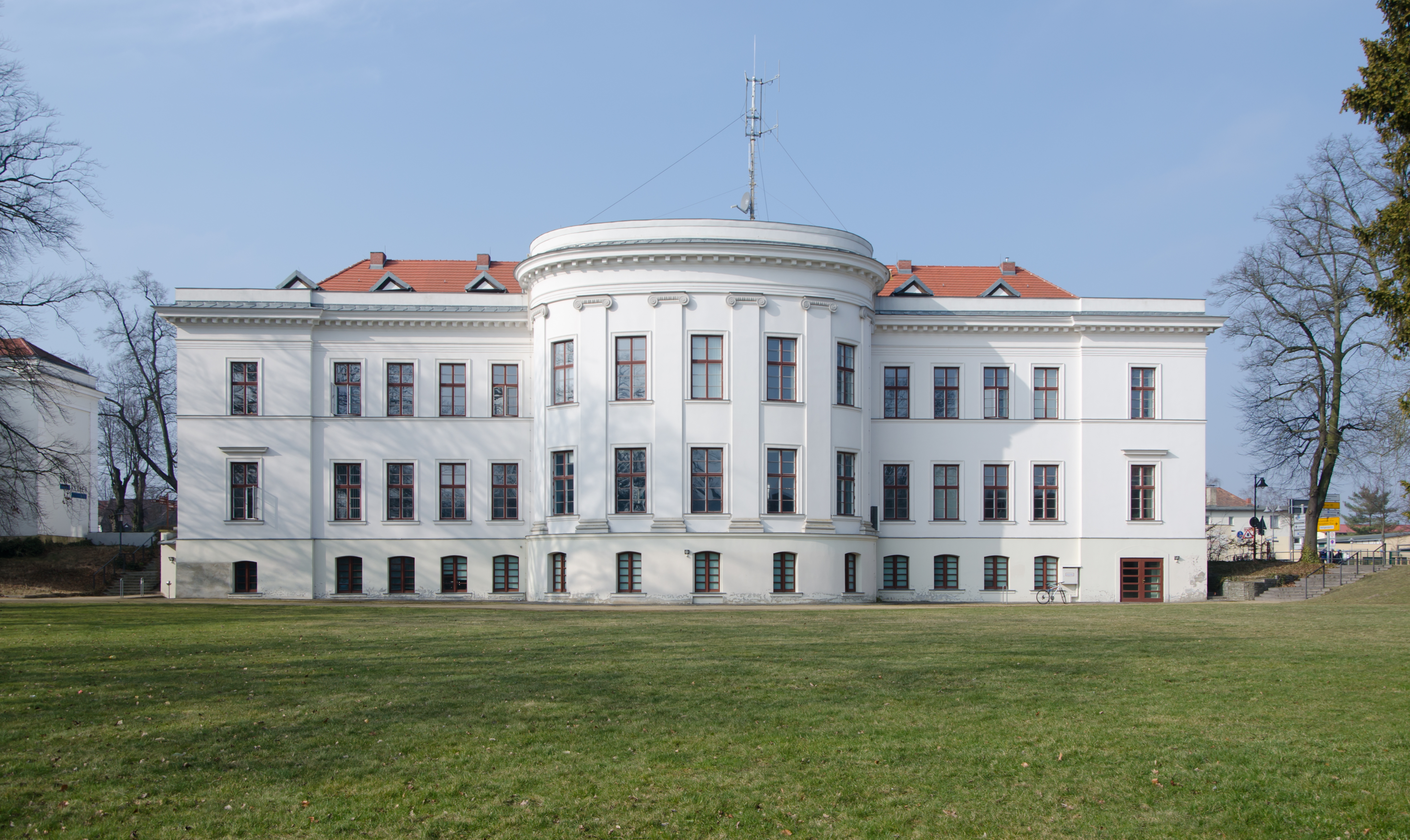
Großherzogliches Palais in Bad Doberan
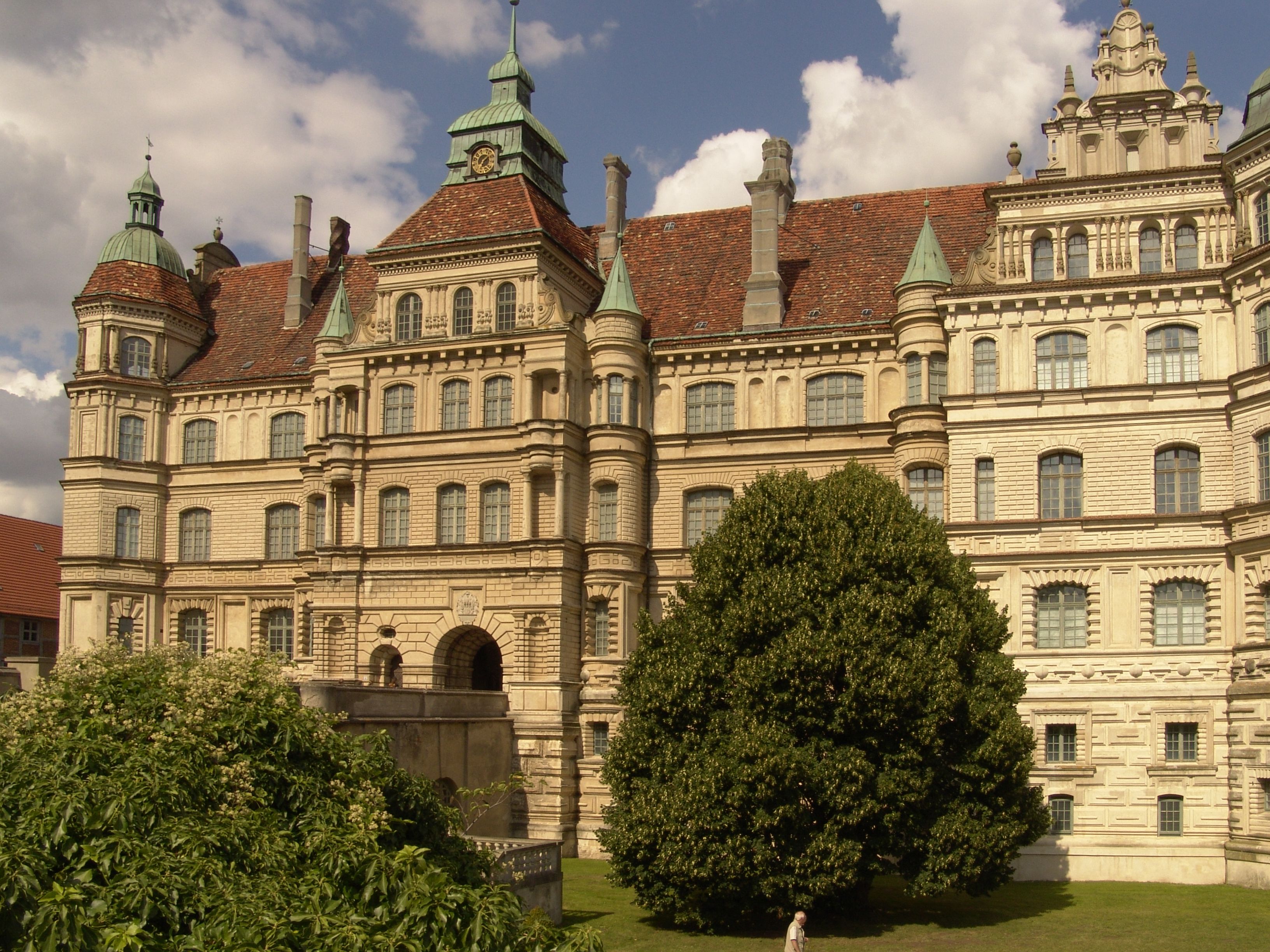
Schloss Güstrow
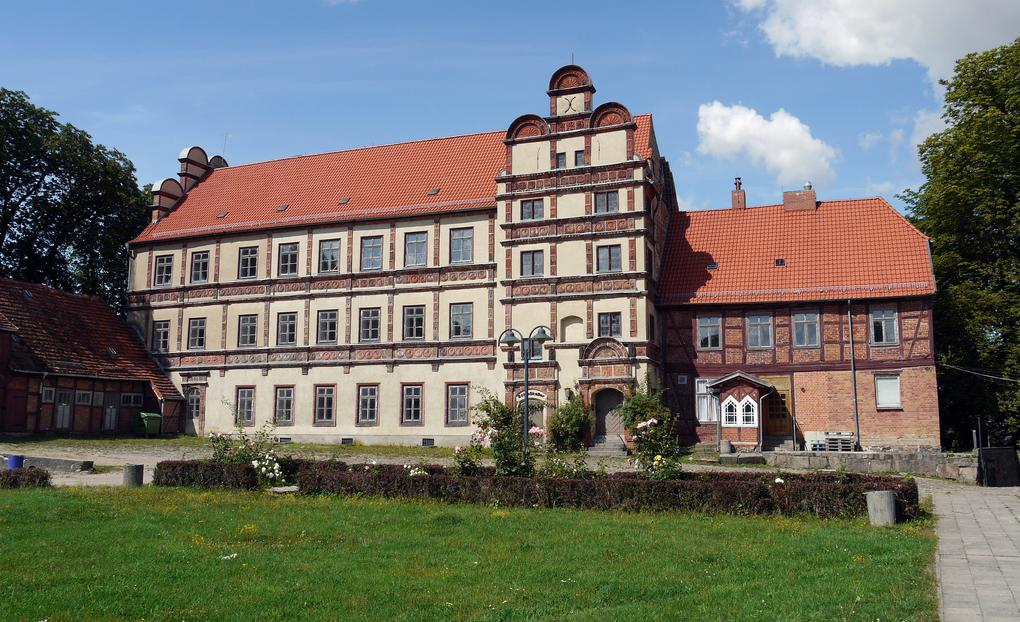
Schloss Gadebusch
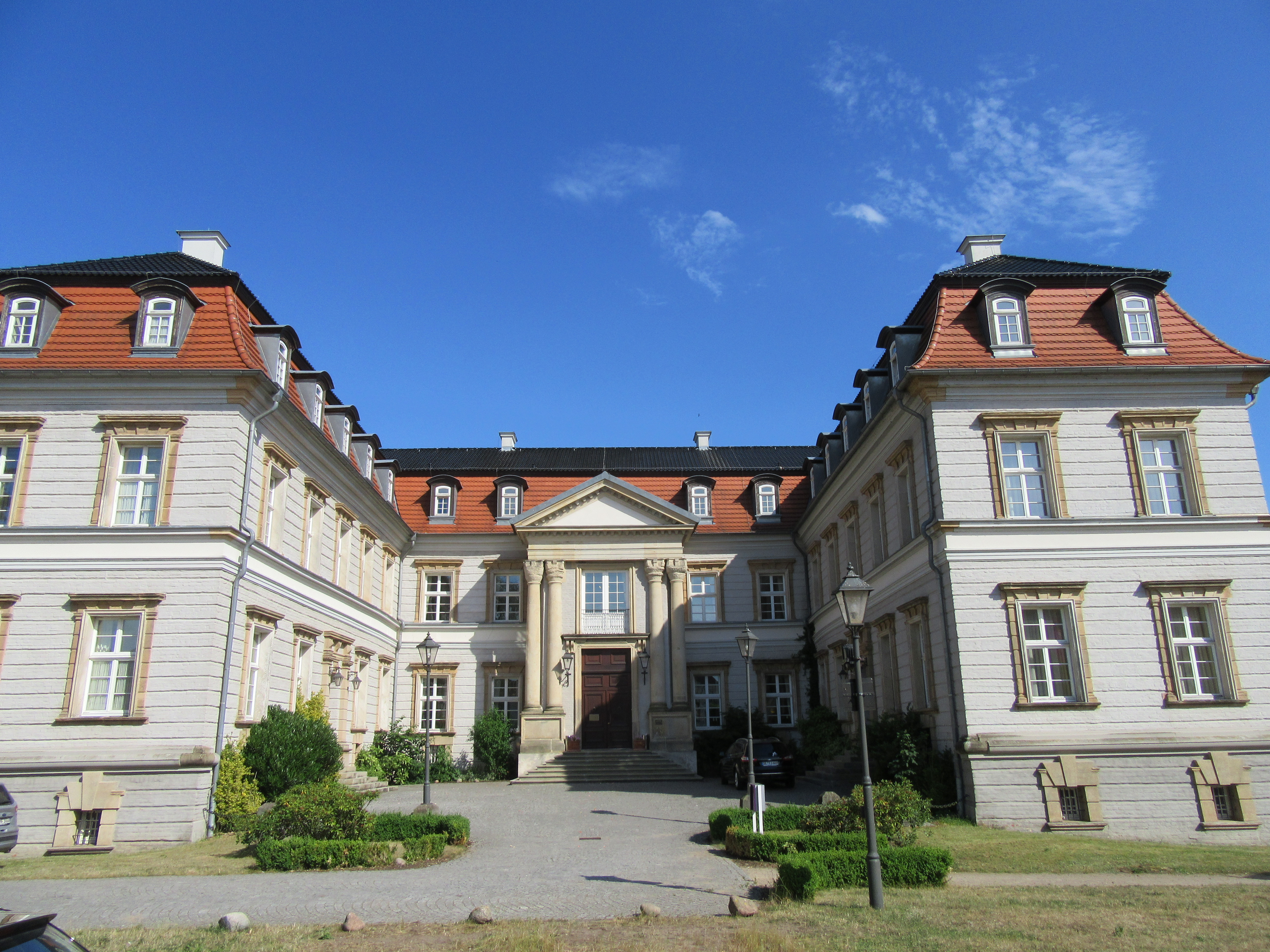
Neues Schloss Neustadt-Glewe
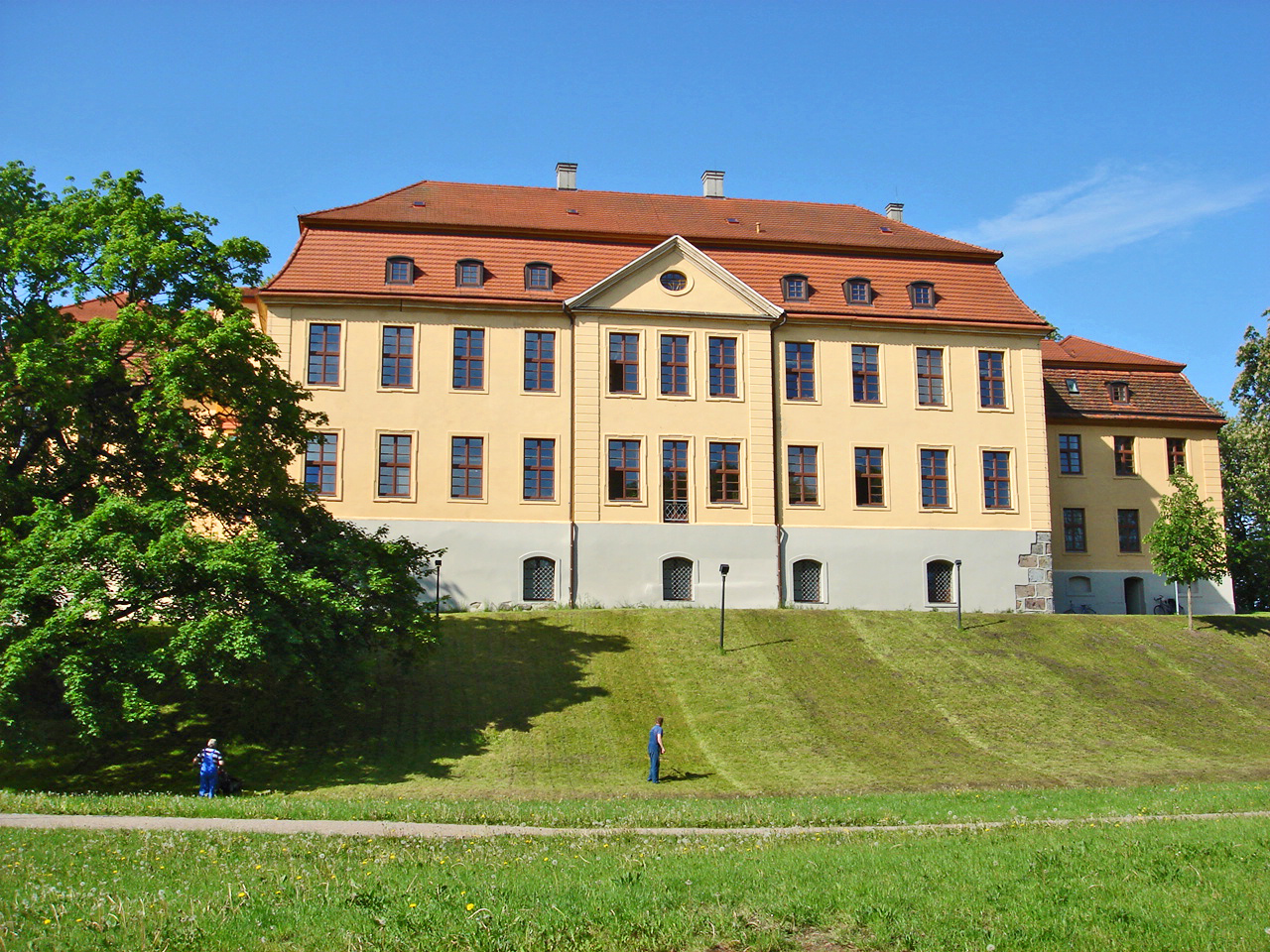
Schloss Stavenhagen
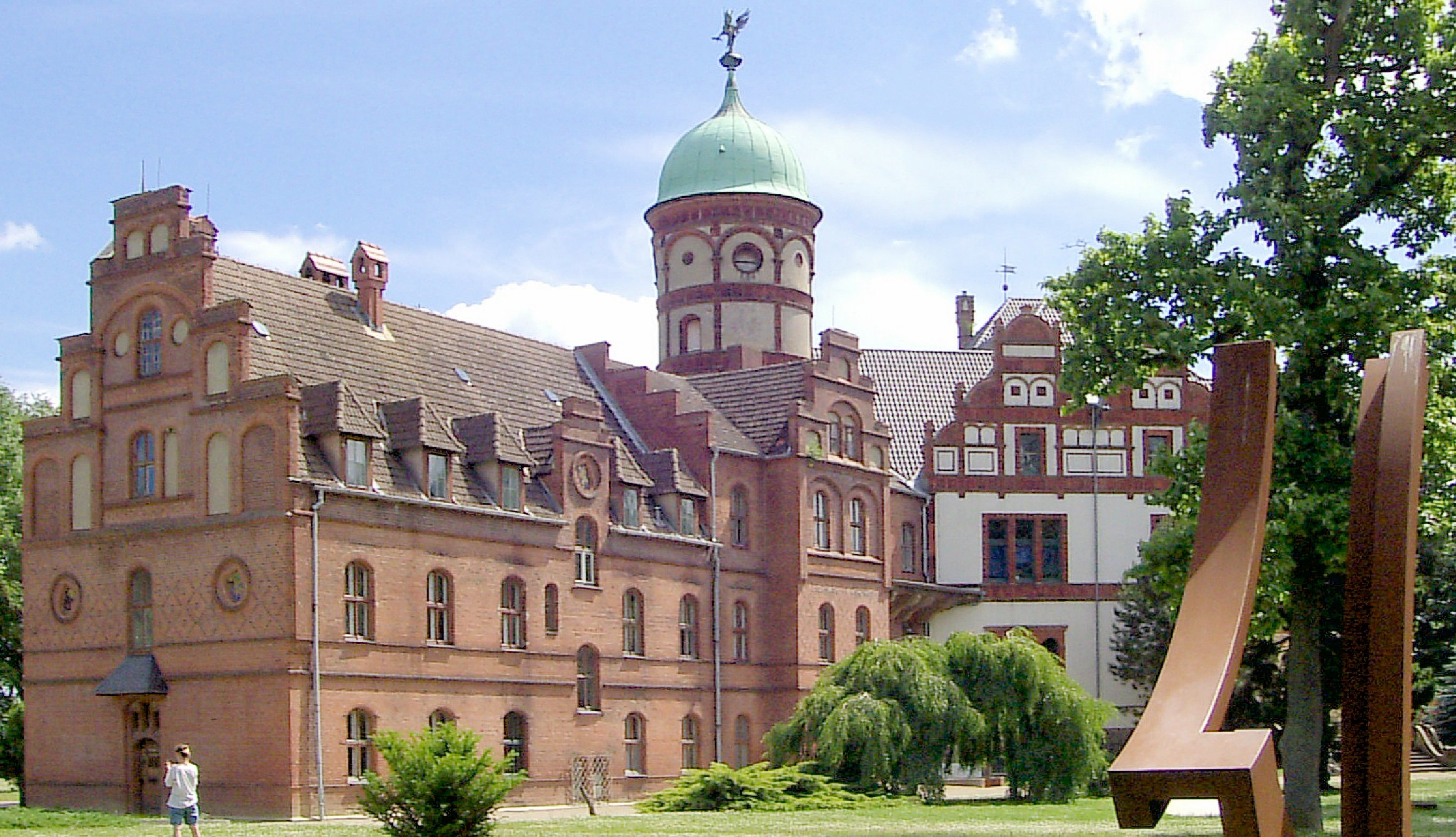
Schloss Wiligrad
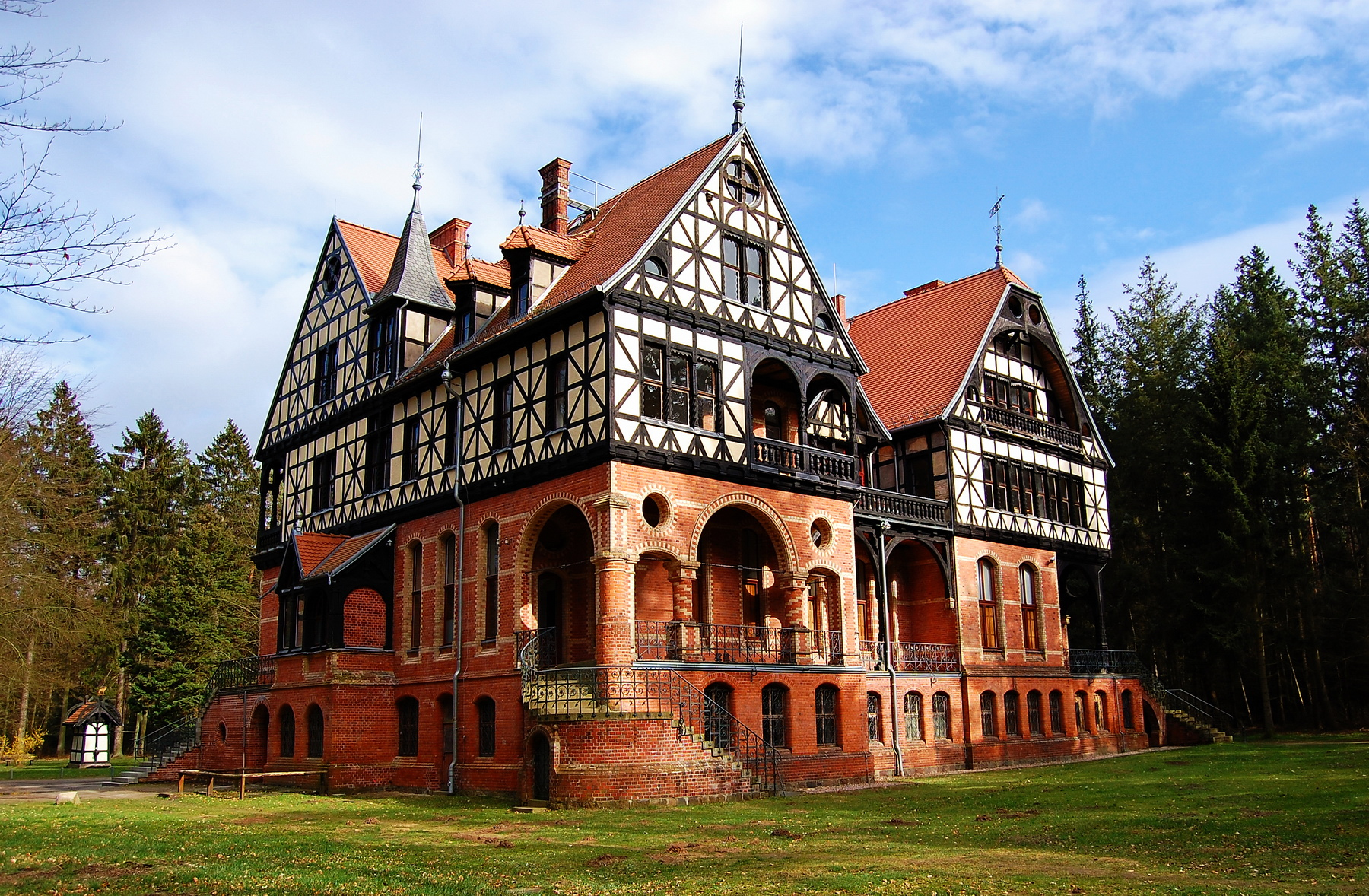
Jagdschloss Gelbensande
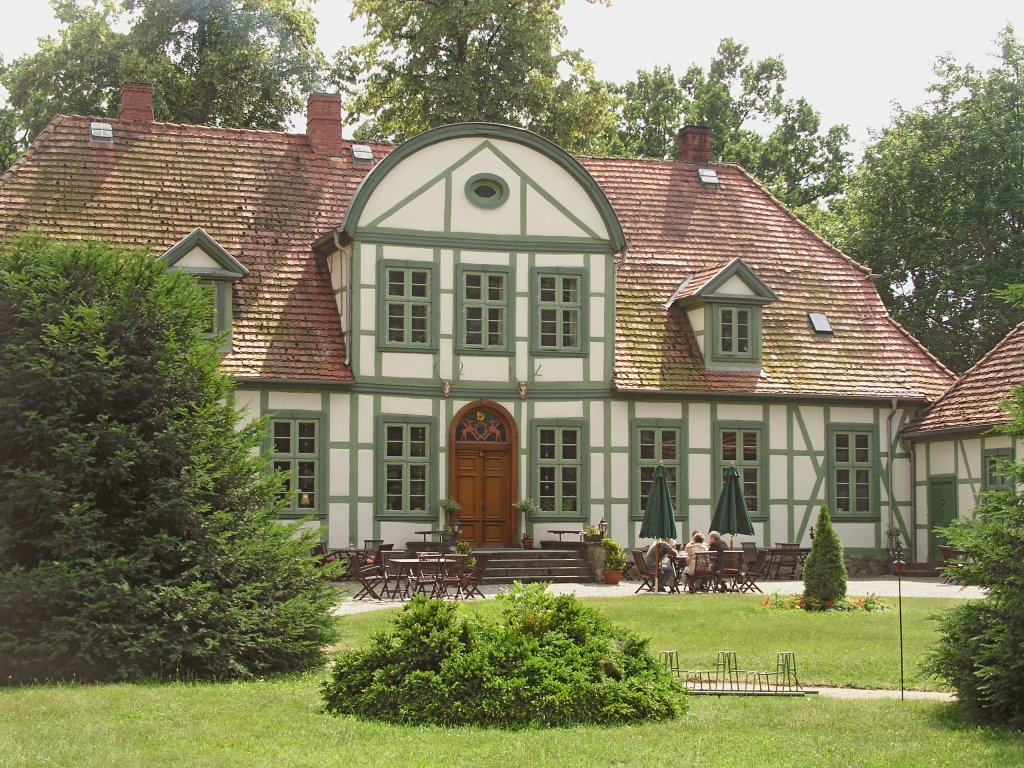
Jagdschloss Friedrichsmoor
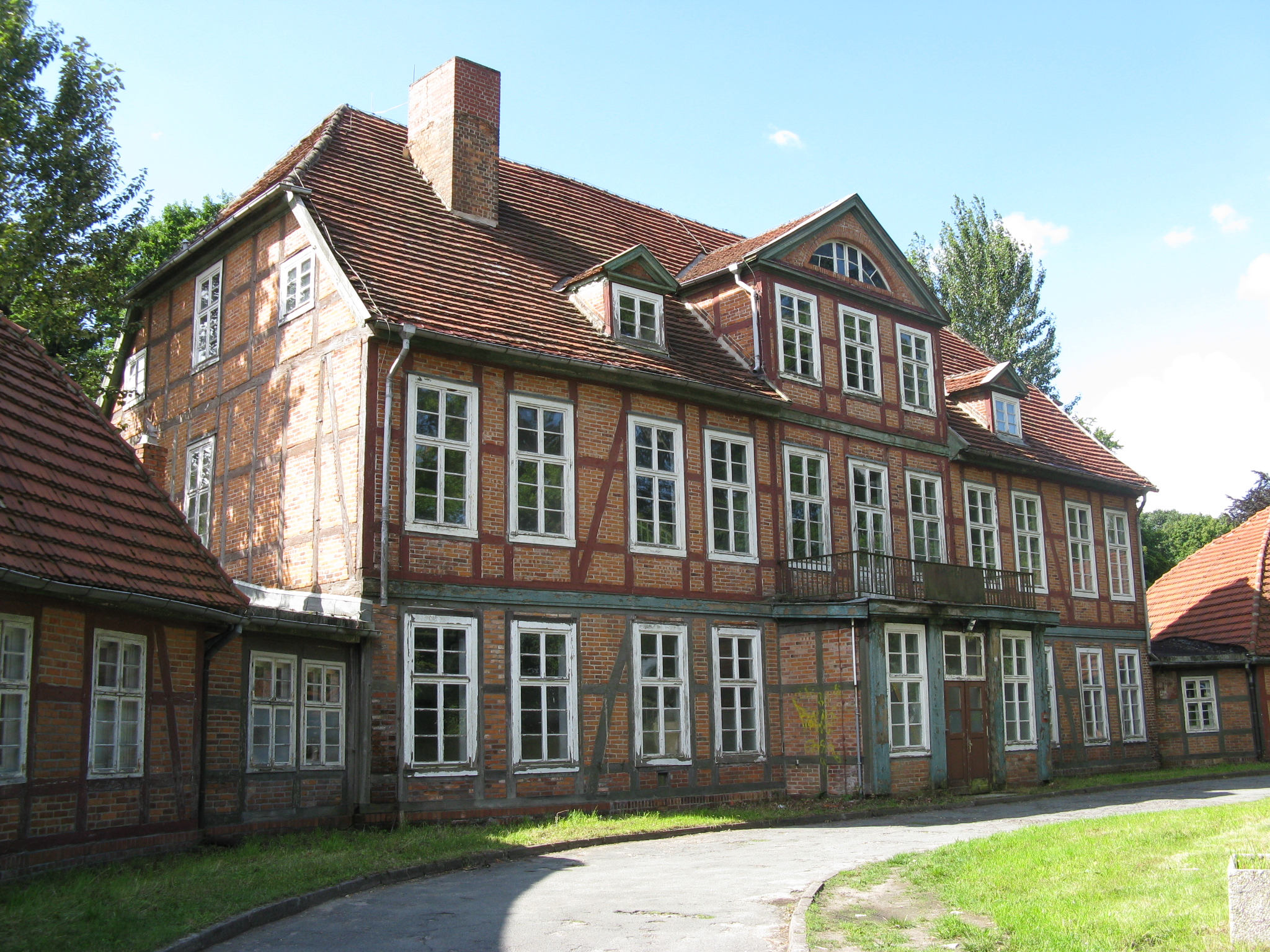
Jagdschloss Friedrichsthal
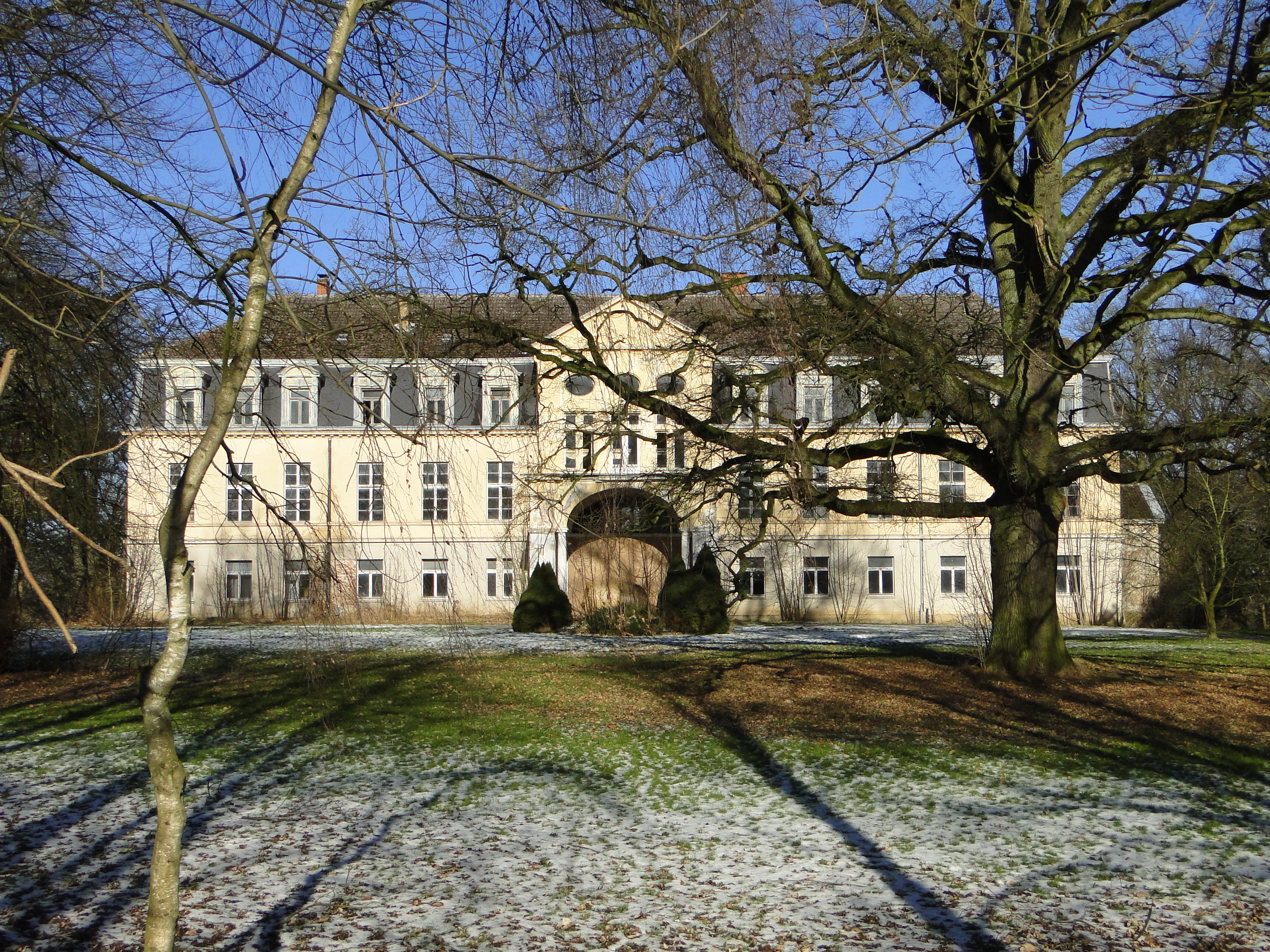
Schloss Grambow (bei Schwerin)
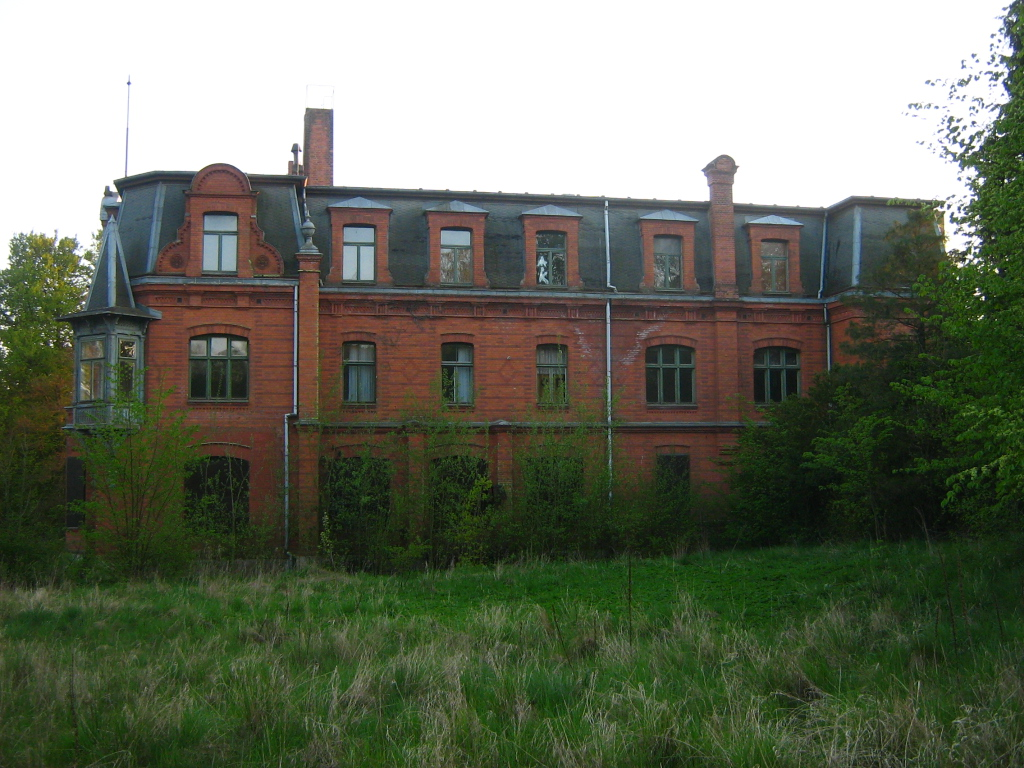
Schloss Raben Steinfeld

## Abbildungen von Residenzen des Hauses Mecklenburg-Strelitz

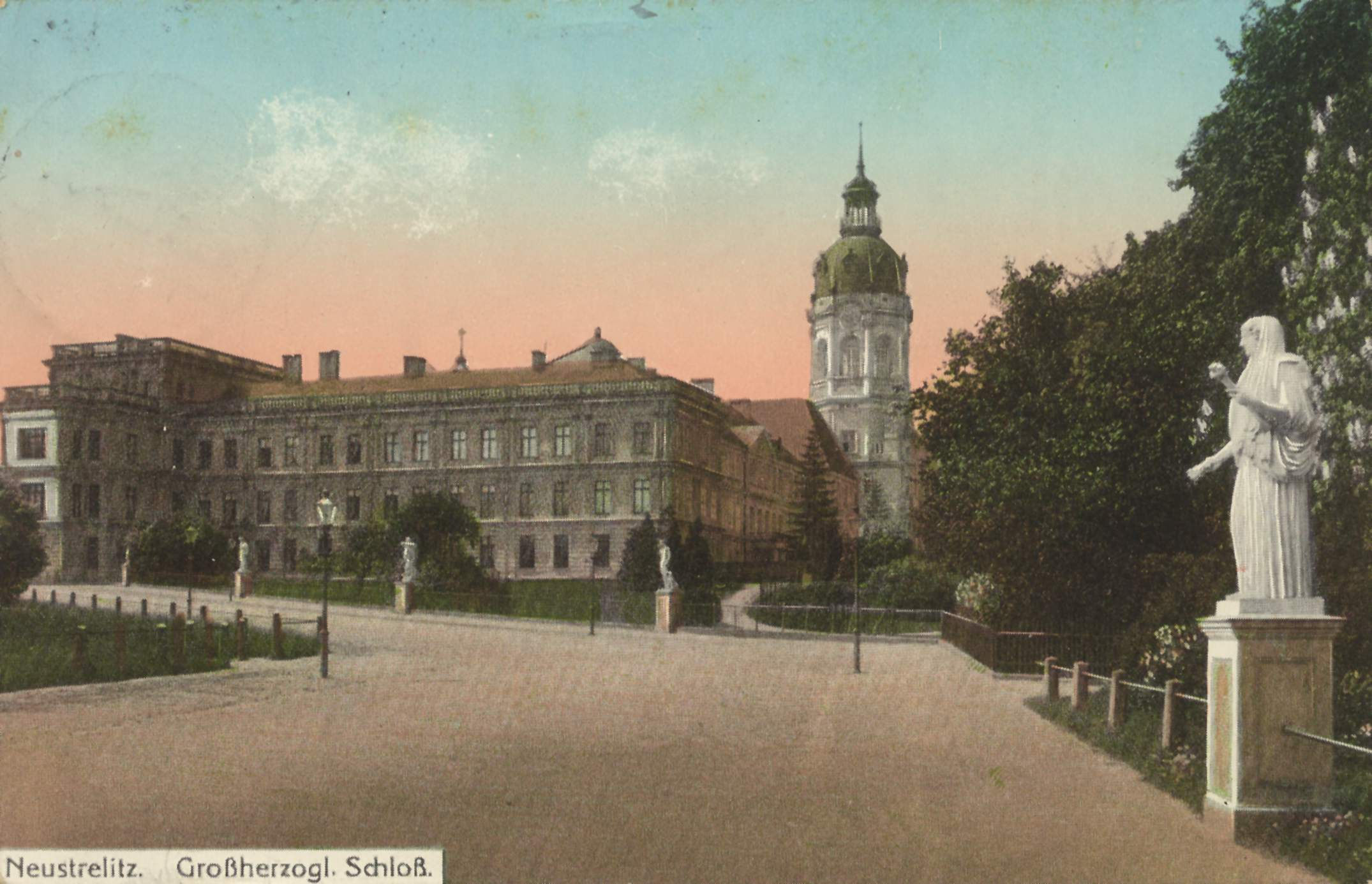
Schloss Neustrelitz, Hauptresidenz des (Groß-) Herzogtums Mecklenburg-Strelitz
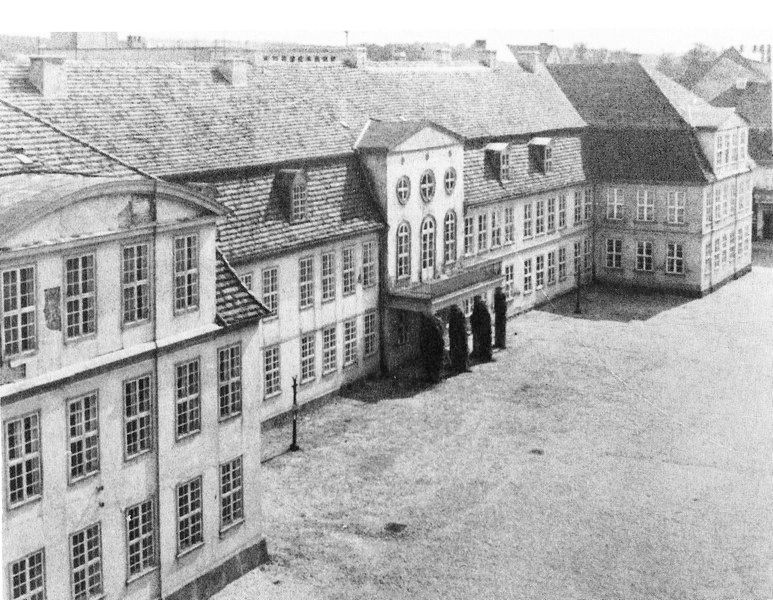
Palais Neubrandenburg, Sommer- und Nebenresidenz des (Groß-) Herzogtums Mecklenburg-Strelitz (1945 zerstört)
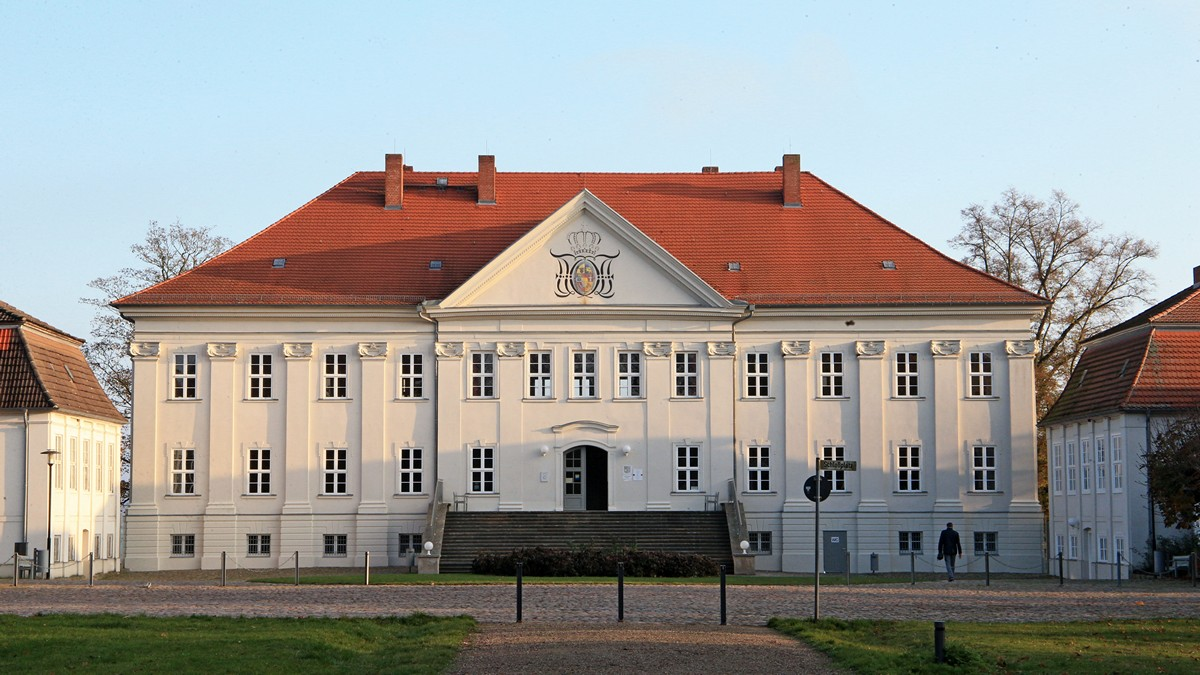
Schloss Hohenzieritz, Mecklenburg-Strelitz’sche Sommerresidenz
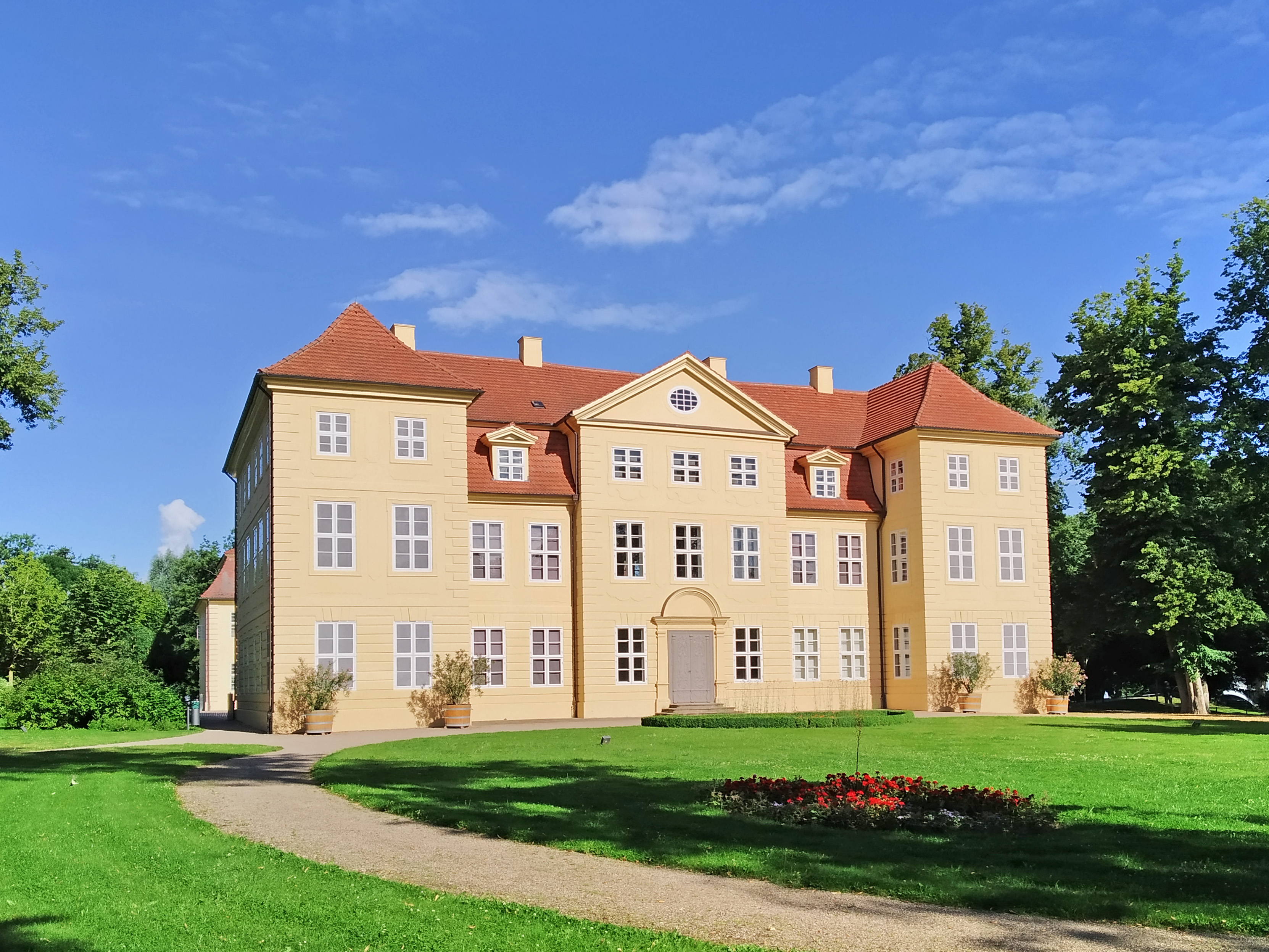
Schloss Mirow, Mecklenburg-Strelitz’sche Nebenresidenz
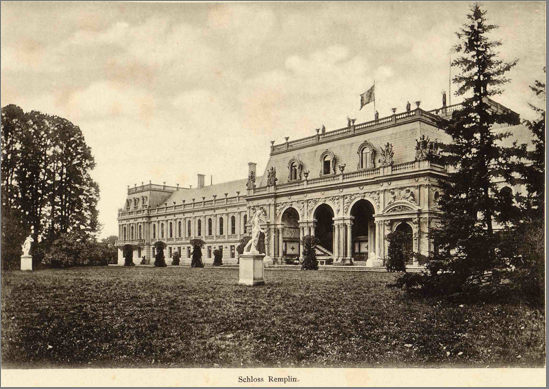
Schloss Remplin
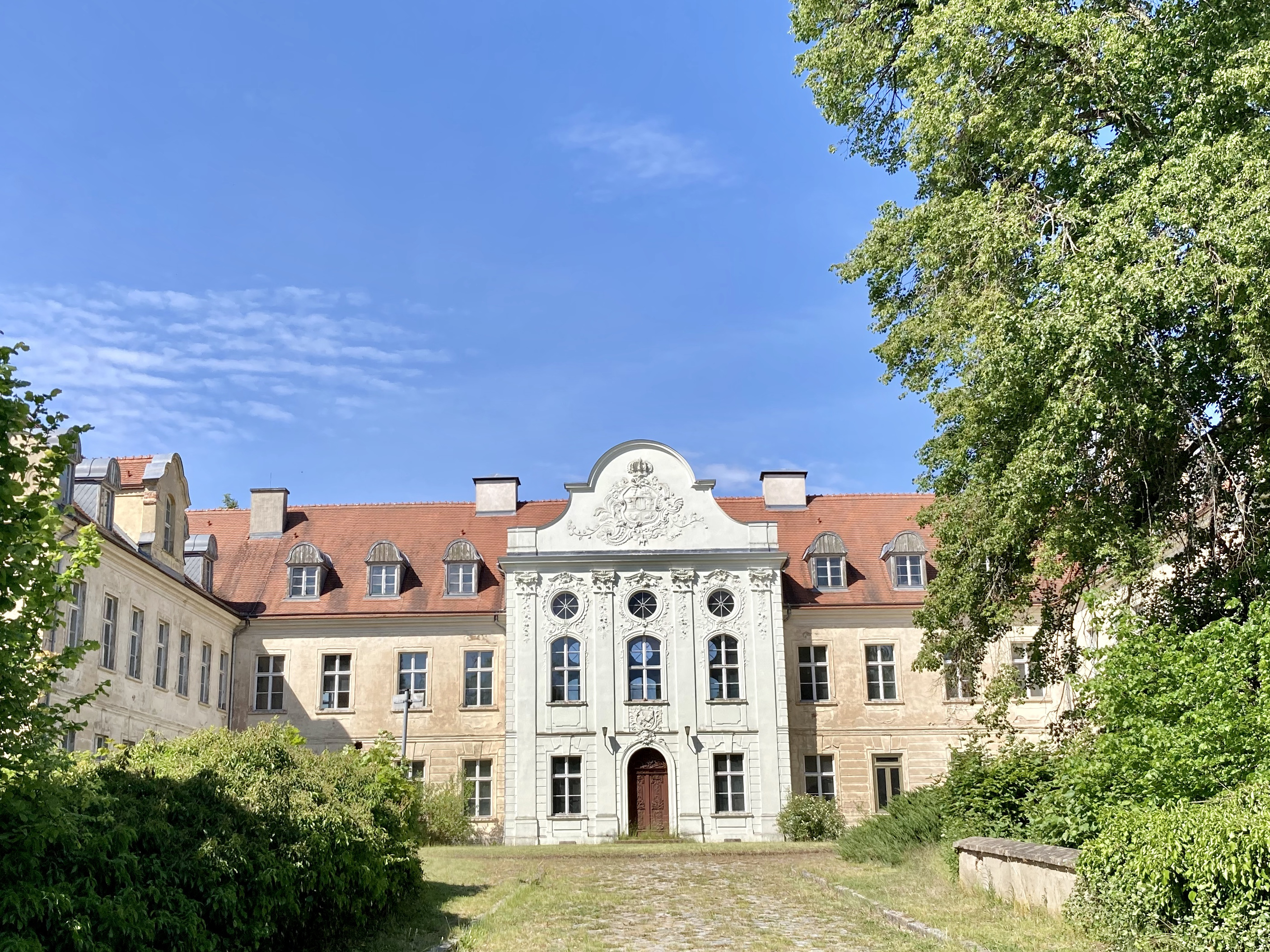
Schloss Fürstenberg/Havel
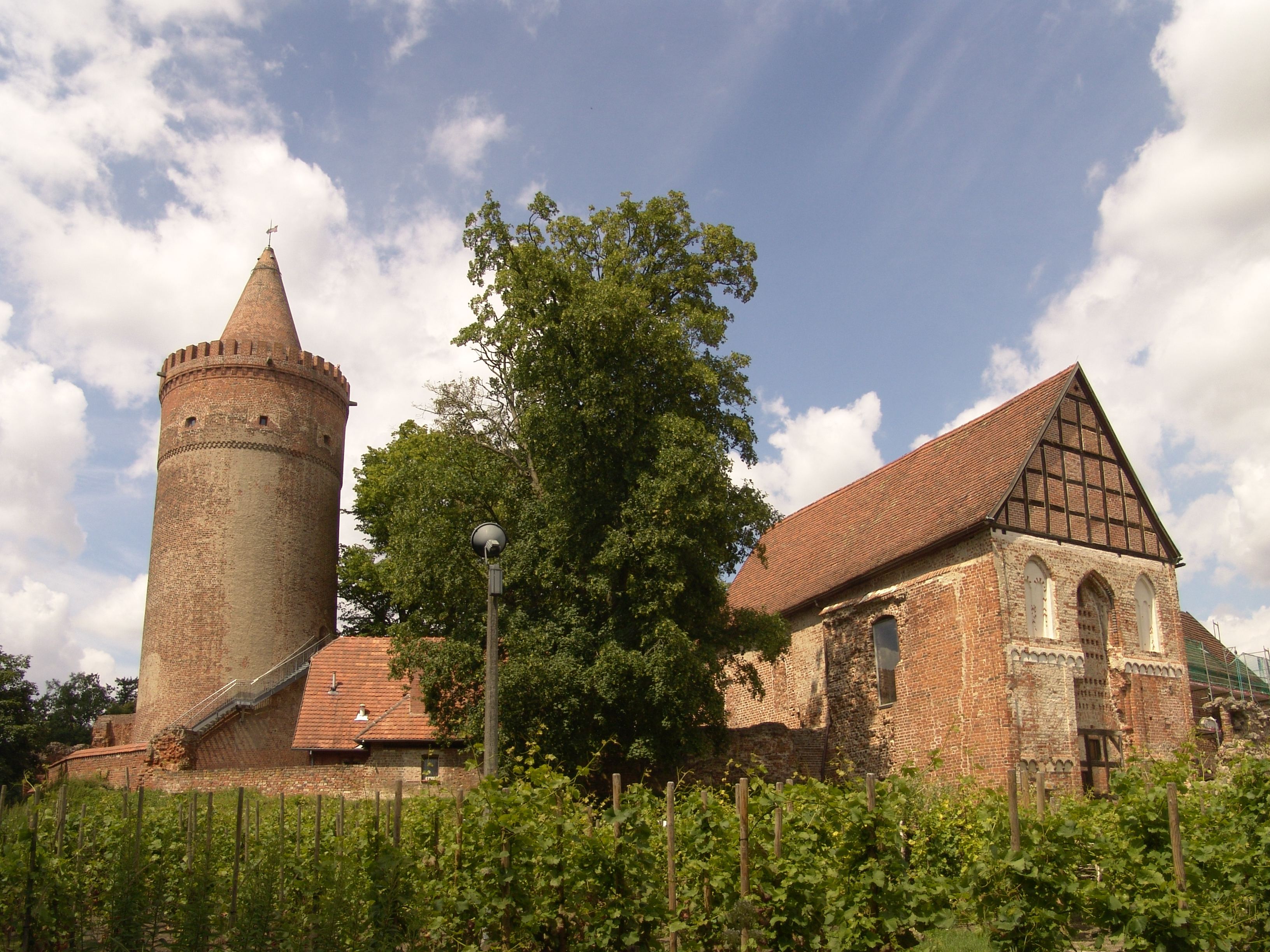
Burg Stargard
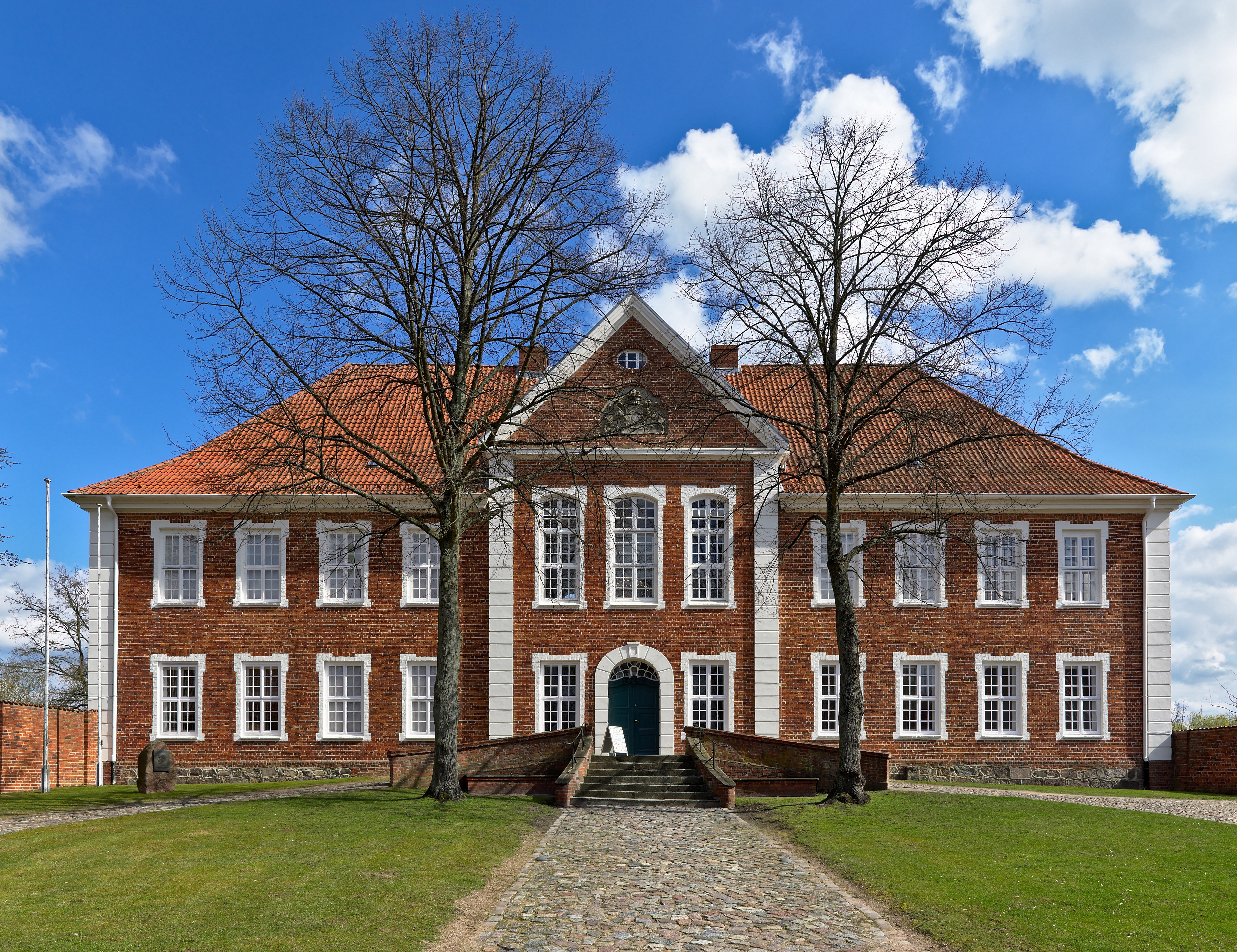
Herrenhaus Ratzeburg